# Keith (Szkocja)

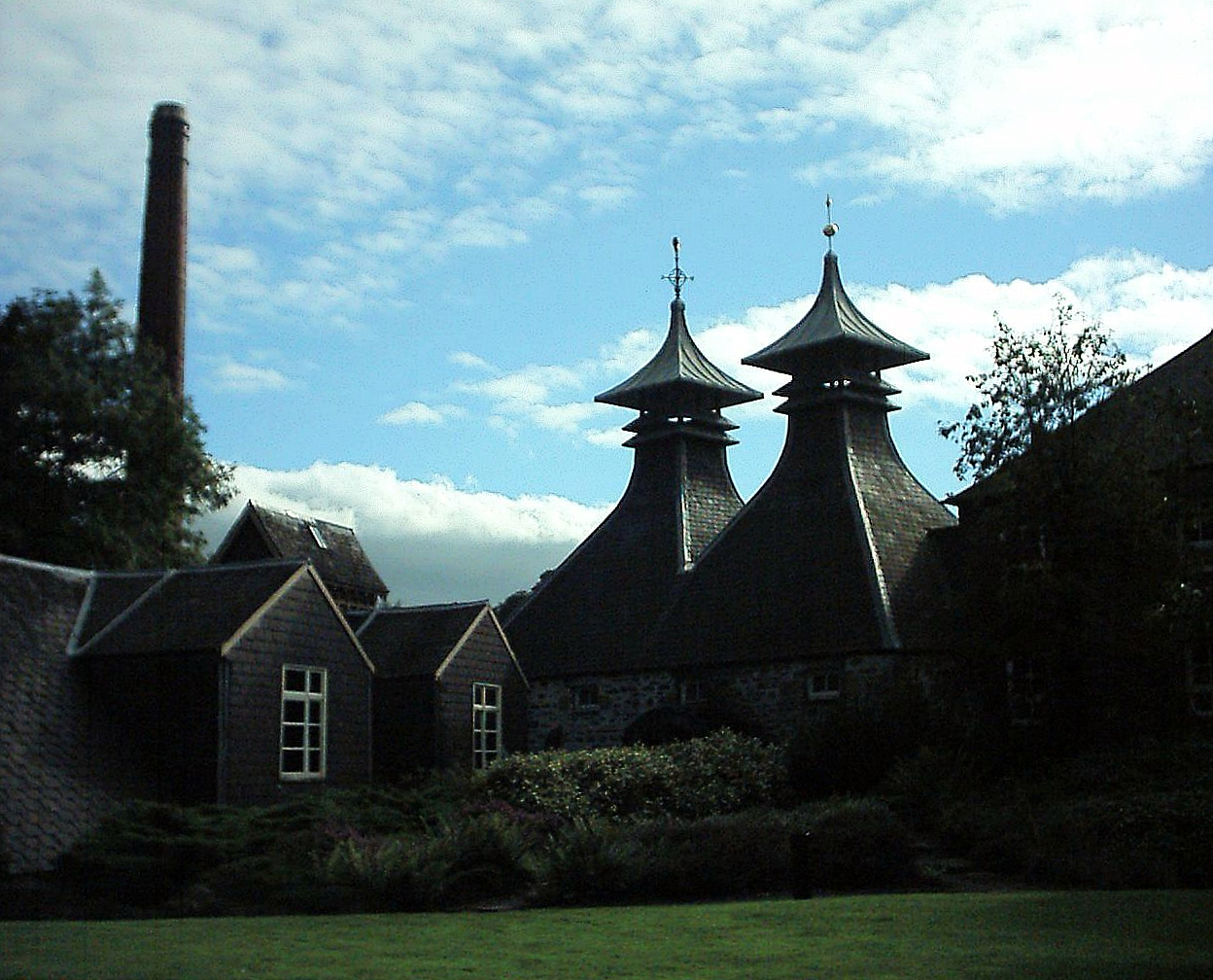
Strathisla Distillery

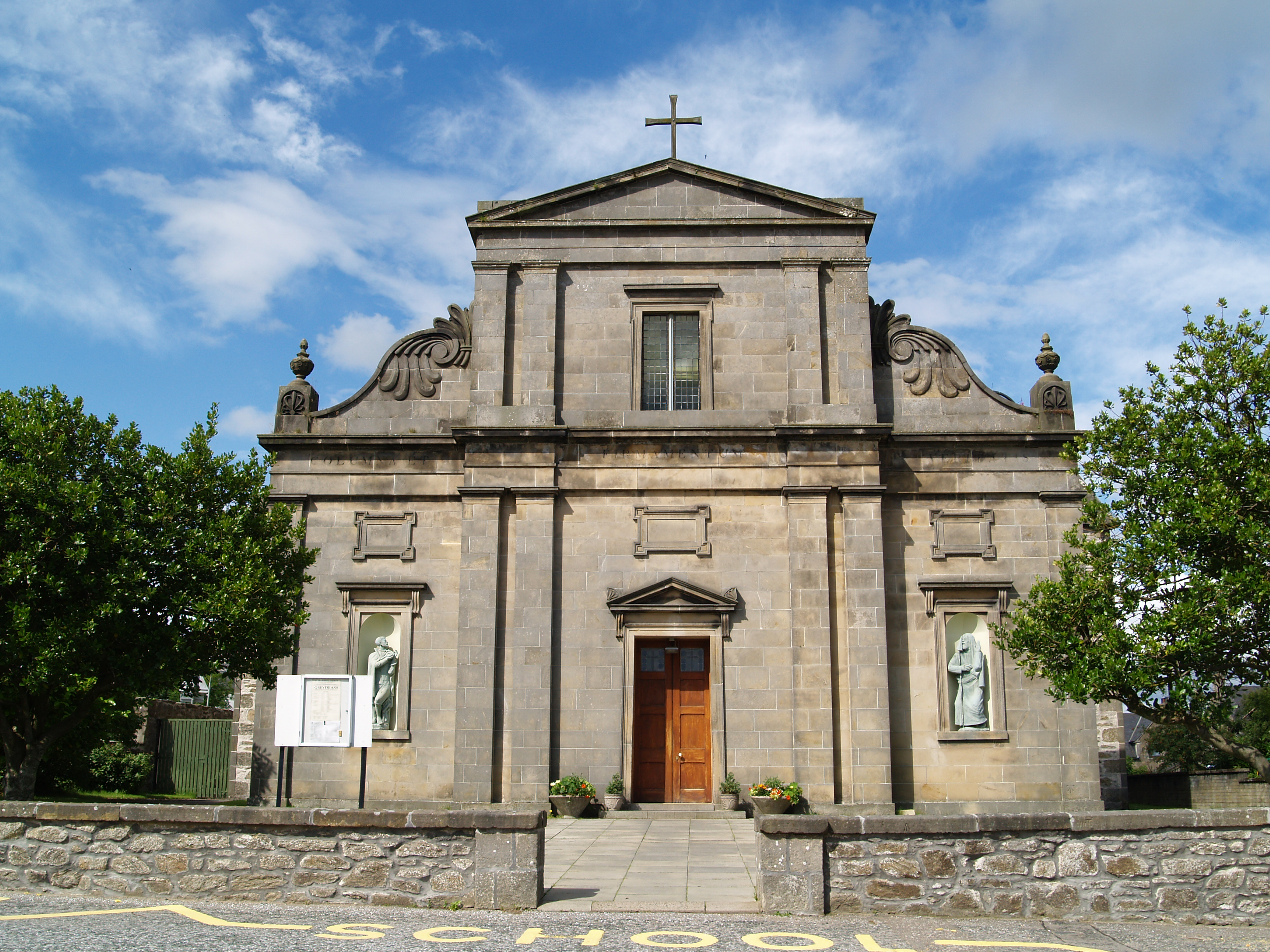
Keith - kościół katolicki

Keith (gael.  Baile Chèith) - małe miasteczko na północy Szkocji. Ludność: około 5 tysięcy mieszkańców. Keith podzielone jest na nowe i stare miasto zwane Fife Keith. Najstarsza część miasta zbudowana została około 1180 roku. Najwięcej osiedli usytuowanych jest w górnej części osady, nad rzeką. Lokacji dokonał w 1755 roku hrabia Findlater.  Keith położone jest na skrzyżowaniu dróg A95 i A96. W miasteczku znajduje się centrum zdrowia, dentyści, optycy i wiele salonów fryzjerskich oraz studio tatuażu i piercingu. Keith posiada trzy szkoły: Keith Grammar School, Keith Primary School oraz St Thomas RC Primary School. 
Doroczne obchody Keith Country Show są ważnym wydarzeniem w całej północno-wschodniej Szkocji. 

## Historia i kultura
Z "Kronik Keith", opracowanych w XIX wieku, dowiadujemy się, że pierwotnie miasto znane było jako "Kethmalruff". Nazwa była hołdem złożonym świętemu Rufusowi, co sugeruje, że pierwszy kościół w Keith zbudowany był w średniowieczu w tzw. Epoce Ciemności (dowodzić tego może także starożytny cmentarz, zachowany w dawnym stylu, mimo iż kościół został przebudowany w stylu wiktoriańskim). Są to jednak tylko hipotezy, nie potwierdzone archeologicznie. 
Językiem miejscowym był w przeszłości Doric, używano także szkockiej odmiany języka Gaelic. Obecnie mieszkańcy Keith, podobnie jak wszyscy obywatele Wielkiej Brytanii, posługują się językiem angielskim. 

## Atrakcje turystyczne
W Keith znajduje się muzeum tartanu, słynnej szkockiej tkaniny w kratę, z której szyje się słynne na cały świat kilty. Miasteczko znajduje się ponadto na początku szlaku whiskey słodowej (m.in. Glenfiddich Whiskey, będącej produktem lokalnym), posiada trzy destylarnie, w tym Strathisla Distillery, jedną z najstarszych w całym rejonie Highlands. Z Keith do Dufftown biegnie 11-milowa zabytkowa trasa kolejowa. 
Towarzystwo Dziedzictwa Keith (The Keith Heritage Group) opublikowało wiele map, przeznaczonych dla turystów, przemierzających okoliczne szlaki. 
Dwa razy w roku odbywają się w Keith uroczystości, przyciągające turystów z całego kraju. Pierwsza z nich to TMSA Keith Festival, przypadające na drugi weekend czerwca i poświęcone tradycyjnej muzyce regionu. W tym czasie w Keith odbywają się koncerty, konkursy, sesje muzyczne. W drugi weekend sierpnia miasto celebruje the Keith Country Show. Pierwsza taka uroczystość miała miejsce w 1872 roku i do dziś tradycyjnie polega na przyznawaniu nagród zwierzętom hodowlanym oraz zabawach familijnych. 

## Sport w Keith
W miasteczku znajduje się pole golfowe, trzy korty tenisowe, klub bilardowy, kort do gry w squasha, skate park, boiska futbolowe, wielka hala sportowa oraz basen z siłownią i sauną. W Keith działa także klub krykietowy.

## Religia
Mieszkańcy Keith w większości są wyznania anglikańskiego. W miasteczku działa jedna parafia katolicka, w której pracują także polscy księża.